# Camilio Mayer

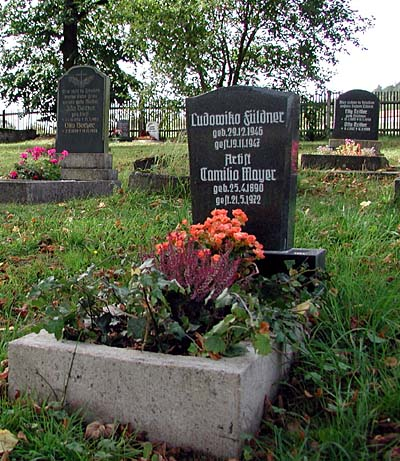
Grab von Camilio Mayer in Stedten an der Ilm

Camilio Mayer (* 25. April 1890 in Mülhausen; † 21. Mai 1972 in Stedten an der Ilm) war ein deutscher Hochseilartist, der in seinem Metier weltweit Maßstäbe setzte.
Mayer wurde als Camill Mayer am 25. April 1890 als Sohn des Kaufmanns Joseph Mayer und dessen Ehefrau Maria Eugenie, geborene Zuberbühler, in der elterlichen Wohnung in der Manchesterstraße 4 (heute rue de Manchester) in Mülhausen geboren.
Mayer, der keiner Artistenfamilie entstammt, riss mit 16 Jahren von zuhause aus und schloss sich in Frankreich verschiedenen wandernden Jahrmarkts- und Zirkustruppen an. Später kam er nach Deutschland zurück und baute eine eigene Truppe mit Hochseilartisten auf. Unter dem Künstlernamen Napoleon der Lüfte erwarb er sich Ruhm in vielen Ländern Europas, in Indien, Australien, auf Java, in Neuseeland, Ägypten und in den USA auf. Am 20. Januar 1940 verunglückte seine künstlerische und private Partnerin Camilla Mayer (mit bürgerlichem Namen Lotte Witte) bei einem Absturz von einem 20-m-Stahlmast in der Berliner Deutschlandhalle tödlich. 
Als Mayer 1944 zum zivilen Kriegsdienst verpflichtet wurde, kam er nach Kranichfeld und wurde in Stedten an der Ilm sesshaft. Nach dem Krieg bildete er in Stedten und Kranichfeld junge Artisten aus und trat schon im August 1945 wieder auf. Er formierte eine neue Truppe (Park der Sensationen), die teils allein, teils mit dem Zirkus Sarrasani auf Tournee ging. Die Gastspiele führten in beide Teile Deutschlands, nach Frankreich, England (vor der Königin), die Niederlande, Finnland und die USA.
Sein Vorhaben, 1953 als Erster die Niagarafälle tatsächlich über dem Abgrund, statt wie alle bisher, oberhalb des Flusslaufes zu überqueren, scheiterte allerdings. Die Widerstände der Amerikaner wegen des Massenauflaufs im Naturschutzgebiet dürften ebenso dazu beigetragen haben wie eigene Bedenken, denn die hoch aufschäumende Gischt machte den Seillauf unbeobachtbar und unberechenbar.
Bis zu seinem letzten Auftritt Anfang der 60er Jahre stand Camilio Mayer auch selbst auf dem Seil, oft mit seiner Nummer, auf dem Hochseil ein Spiegelei zu braten. In seinen letzten Lebensjahren litt Mayer an der Alzheimer-Krankheit, am 21. Mai 1972 starb er 82-jährig in Stedten an der Ilm.